# Kernel Holding
Kernel Holding SA – (GPW: KER) – ukraińska spółka holdingowa prawa handlowego z siedzibą w Luksemburgu, notowana na giełdzie w Warszawie, prowadząca działalność w sektorze spożywczym.
Kernel Holding jest spółką holdingową utworzoną 15 czerwca 2005 roku i zarejestrowaną w Luksemburgu. Główny majątek spółki stanowią udziały w zakładach produkcyjnych i spółkach (tłocznie nasion oleistych, rafinerie, rozlewnie, sieć silosów zbożowych, magazyny i obiekty przeładunkowe w portach) w większości utworzonych i prowadzących działalność na Ukrainie.
Podstawowa działalność spółki Kernel to produkcja i eksport butelkowanego oleju słonecznikowego oraz śruty, handel hurtowy zbożem (głównie pszenicą, jęczmieniem i kukurydzą) oraz świadczenie usług logistycznych i transportowych.
Kernel Holding SA zadebiutował na giełdzie w Warszawie 23 listopada 2007 roku na podstawie prospektu z tzw. „paszportem europejskim”. Ogólna wysokość oferty wyniosła wtedy 546 402 000 zł i obejmowała 22 766 750 akcji.
Po sesji 27 listopada 2007 r. holding znalazł się na liście indeksów WIG oraz WIG-spożywczy, zaś 19 września 2008 roku wszedł do indeksu mWIG40. 19 marca 2011 roku spółka w wyniku kwartalnej rewizji indeksów weszła do indeksu WIG20. 20 marca 2015 roku spółka opuściła indeks WIG20 i aktualnie znajduje się w gronie spółek indeksu WIG30.
Największym udziałowcem spółki jest Namsen Limited, która obejmuje 38,98% udziałów (14 lipca 2020), a której właścicielem pakietu kontrolnego jest Andrij Werewski – prezes holdingu.